# Muroran
Muroran (jap. 室蘭市 Muroran-shi) – miasto w Japonii, w południowo-zachodniej części wyspy Hokkaido, w podprefekturze Iburi, nad Oceanem Spokojnym. Miasto ma powierzchnię 81,01 km². W 2020 r. mieszkały w nim 82 383 osoby, w 41 660 gospodarstwach domowych  (w 2010 r. 94 535 osób, w 44 962 gospodarstwach domowych) . 

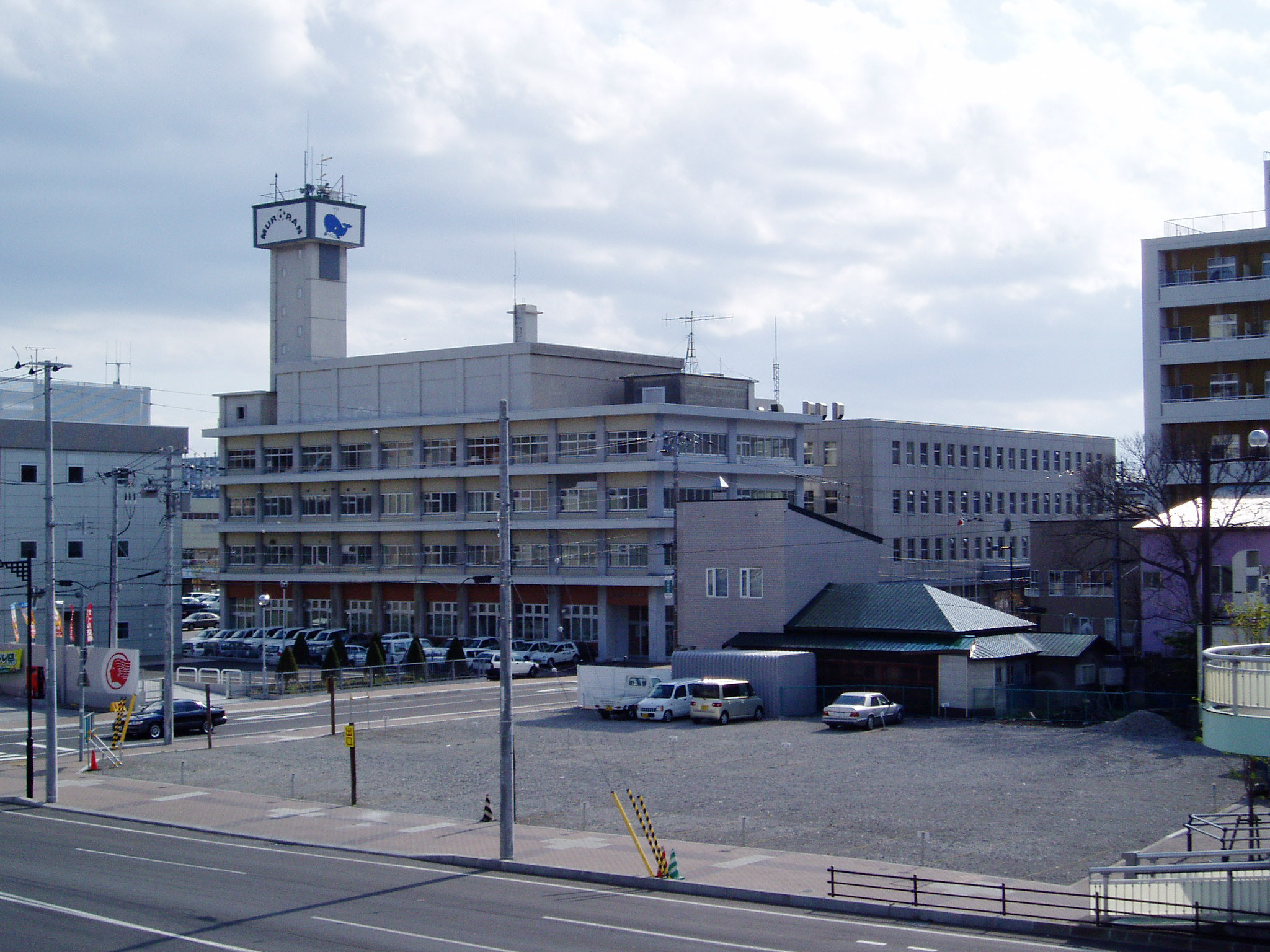
Ratusz miasta Muroran

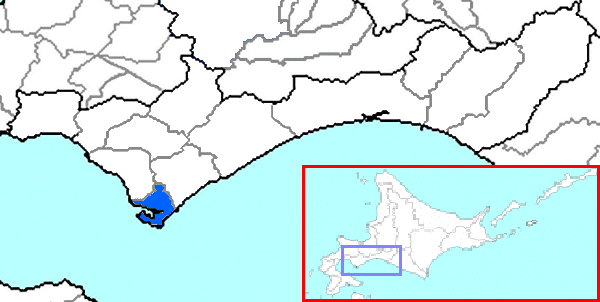
Położenie Muroran w Prefekturze Iburi

Nazwa miasta pochodzi z ajnuskiego Mo rueran, oznaczającego łagodne wzniesienie terenu.
W mieście rozwinął się przemysł stoczniowy, cementowy, papierniczy, maszynowy, chemiczny, drzewny, rafineryjny oraz hutniczy.

## Miasta partnerskie
- Japonia: Shizuoka, Jōetsu
- Stany Zjednoczone: Knoxville